# A gépkocsigyártás története Romániában
A gépkocsigyártás története Romániában az 1908-ban Aradon létesült MARTA autógyárral kezdődött.

## Magyar Királyság kora: MARTA

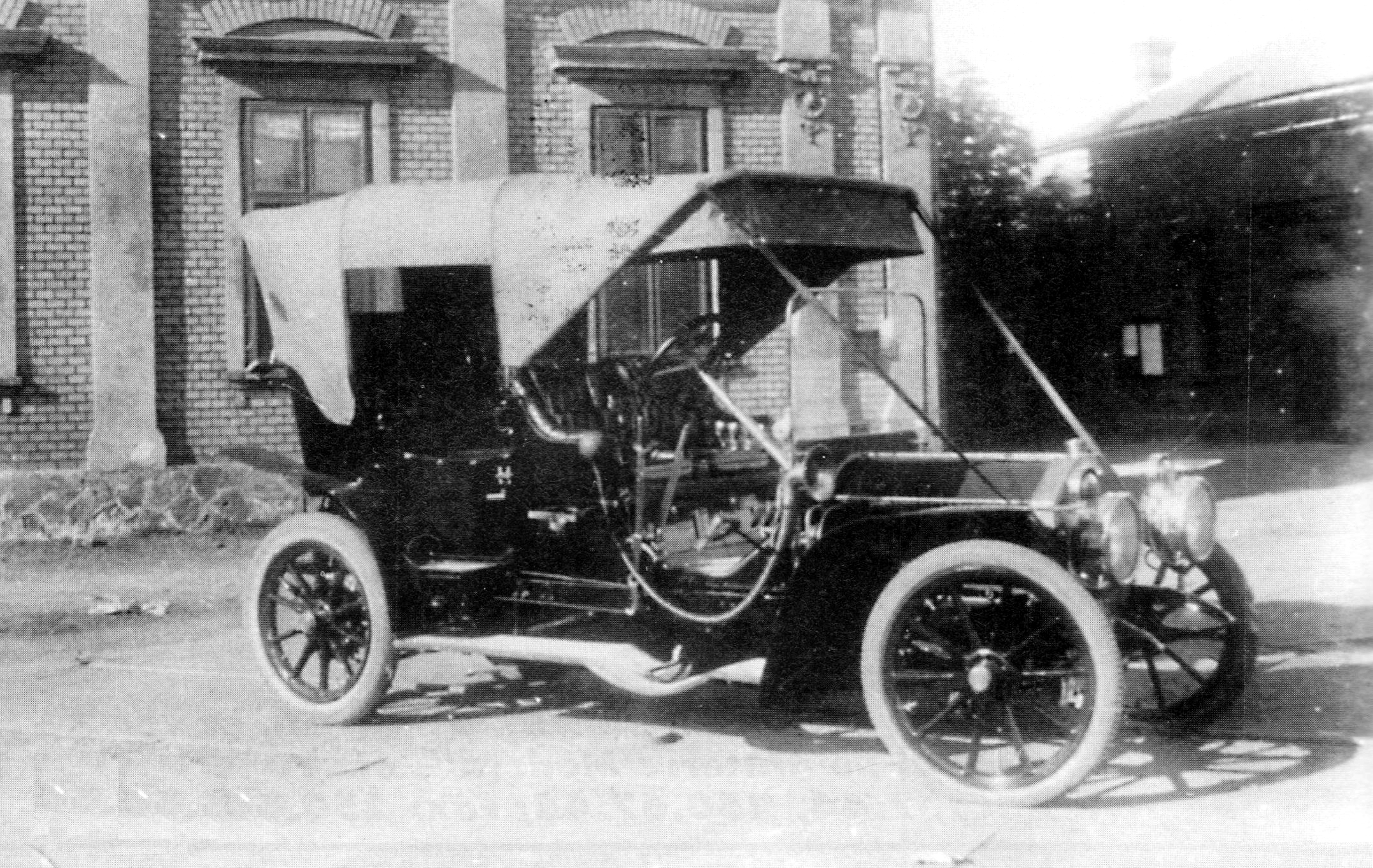
Marta

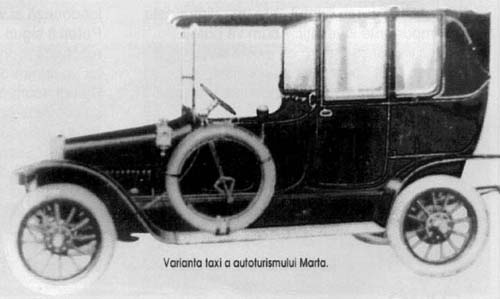
Marta taxi

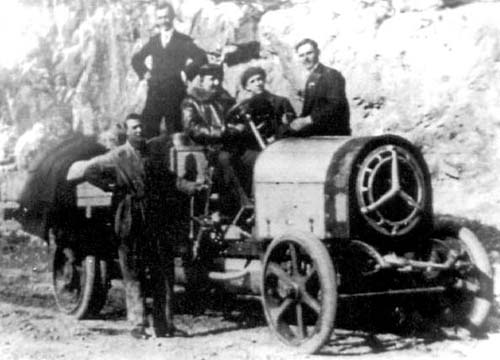

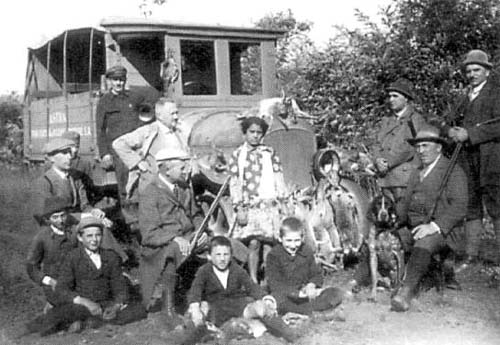

Az aradi bíróság kérésére, amely autóbuszokkal akarta ellátni a várost, a Le Havre-i Westinghouse francia cég pozitívan válaszolt és egy gyárnak az építését vállalta Aradon a bíróság által adott területre. Így született meg a Magyar Automobil Részvénytársaság Arad (MARTA), mint a Westinghouse cég fiókja. Már egy évvel később, 1909-ben a gyártás megkezdődött. A különböző emeletes vagy emelet nélküli autóbuszokon kívül, teherkocsikat és mozdony motorokat is gyártottak.
A MARTA-nál 1910-ben kezdődött a különböző karosszériás gépkocsik gyártása: Dublu-Phaeton, Landolet, Limuzin stb.
A beépített motorok 4 hengeresek voltak, 20, 30 vagy 40 lóerő teljesítménnyel. A 20 és 30 lóerős gépkocsik kardános áttétellel működtek, a 40 lóerősök pedig láncos áttétellel. A gépkocsikat Westinghouse licenc alatt gyártották.
Körülbelül 150 gépkocsit gyártottak 1912-ig, amikor a Westinghouse cég csődbe ment. Ekkor az Austro-Daimler osztrák cég átvette a MARTA céget, amely ettől kezdve új gépkocsi modelleket gyártva Austro-Daimler licencia alapján. Ezek már kisebb modellek 4 hengeres, 2.5 literes, 18/22 lóerővel. Ezeket főképpen taxinak használták a közép-európai országokban. 1936-ban Aradon még részt vett a forgalomban egy MARTA-gyártmányú taxi, amely - állítólag - több mint 1 millió km-t tett meg.
PA tehergépkocsikat is gyártottak, amelyek 1912 után már Austro-Daimler licenccel voltak gyártva a közismert hármas csillagot viselve.
Az első világháború kezdetéig, 1914-ig körülbelül 650 gépkocsit és autóbuszt gyártottak, viszont 1915 és 1918 között a MARTA gyárban már csak repülőgépmotorokat állítottak elő. A háború miatt a gyártás a MARTA-nál szervezetlenné vált és a viszonyok a volt patrónussal megromlottak.

## Román Királyság korszaka: Astra
Ezekben a viszonyokban jön létre az ASTRA társaság és az első román vagon és motorgyár. Ez a Weitzer vagongyár és a MARTA egyesülésével született. Az ASTRA társulatban, a MARTA gyár a Motorgyár nevet kapta. Itten teherszállító kocsikat, autóbuszokat, gépkocsikat, benzinnel vagy gázzal ellátott motorokat, precíziós gépeket és repülőgépeket gyártottak. Az itt gyártott Astra-Porto felismerő repülőgép, amely Stefan Protopopescu mérnök terve után volt gyártva, 300 lóerős Hispano-Suiza motorral volt ellátva és nagy elismerésnek örvendett a román katonaság részéről, amely 25 darabot rendelt meg.
Ami az ASTRA gépkocsikat illeti, a legsikeresebbek a teherszállító kocsik és az autóbuszok voltak, a személygépkocsikat pedig csak rendelésre gyártották, ezek luxusmodellje 4 hengeres, 8000 cm3-ős és 60 lóerős volt. 1926-ban a gépkocsigyártás teljesen leállt Aradon, a gyárat bezárják és az összes gépeket Brassóba szállítják, ahol a Román Légi Vállalat létesült.

## A MARTA gépkocsitól a mai DACIA-ig
- A Bukaresti Műszaki Múzeumban az egyike annak a gőzmeghajtással ellátott teherszállító gépkocsinak példánya van kirakva, amely a fővárosban már 1895-ben forgalomban volt.
- 1898-ban jelent meg Bukarestben az első amerikai Oldsmobile gépkocsi egyik példánya, alig egy évvel azután, hogy R. E. Olds megkezdte az autógyártást.
- 1900-ban van beiktatva a Bukaresti bíróságon az 1-es számrendszerű gépkocsi, Liege belgiumi városban gyártott 15 lóerős Penhard, amely egy fajta „Cabrio” hintó volt.
- 1904-ben egy pár gépkocsi-tulajdonos a Román Gépkocsi Társulat (Automobil Clubul Român-ACR) létesíti, társulat, ami a mai napig is létezik. Abban az évben több 60 gépkocsi volt a forgalomban, úgynevezett „ló nélküli hintók”. A társulat születésének évében az első gépkocsi verseny is volt megtartva, Bukarest és Giurgiu városok között.
- 1906-ig 150 gépkocsi volt Romániába importálva, hogy majd 1907-ben már 233-ra növekedjen, 1909-ben 447-re és 1912-ben 850-re emelkedjen ezeknek száma. A legelterjedtebb a Mercedes, Panhard és Dion-Bouton márkák voltak.
- 1918 után már növekedett a hazai gépkocsik száma és újabb különböző márkájú gépkocsi jelent meg: Renault, Fiat, Ford, Chevrolet, General Motors képviselőinek köszönhetően.
- 1922 után az import növekedett és 1926-ban Romániában több mint 11 300 gépkocsi volt forgalomban.
- 1936-1939 közötti években a gépkocsik száma 25 876 volt, de sokkal alacsonyabb mint a nyugati országokban.

### Más romániai gépkocsigyártók
- 1880-ban Dimitrie Vasescu román gyártó, amikor még 20 éves egyetemista volt a Párizsi École Centrale-ban, saját elképzeléséből és befektetéséből gyártott egy gőzmeghajtásos gépkocsit, amit több évig lehetett a párizsi utcákon.
- Aurel Persu volt az első azon szakértők között, akik az aerodinamikus karosszériák használatát tudományozták, ezt már 1920-ban kutatta. Már 1923-ban gyártotta az első aerodinamikus karosszériás gépkocsit, amelyet 1924. szeptember 19-én Németországban szabadalmazta.
- 1935-ben a Bukaresti Ford üzem gyártani kezdte a Ford 193-as gépkocsikat, amelyek 60 lóerős motorral voltak ellátva, később más modelleket is gyártva.
- 1945-ben Radu Manicatide mérnök egy M. R. 1945 típusú mini gépkocsit gyártott egy 2 hengeres áttervezett motorbicikli-motorból, amely 11,5 lóerős volt és aerodinamikus és tetőtlen karosszériával volt ellátva.
- 1946-ban volt gyártva egy Malaxa nevezetű 6 személyes gépkocsi prototípusa, amely egy 3 hengeres motorral 30 lóerős teljesítményt ért el, és a 120 km/h sebességet érhette el.
- 1947-ben a brassói üzemekben Radu Mardarascu vezetése alatt egy 4 hengeres, 45 lóerős gépkocsi volt gyártva, amely a 124 km/h sebességet érte el.
- 1965-ben kezdődött el Bukarestben az ITB vállalatnál az autóbusz és később majd a trolibuszgyártás.
- 1968-ban volt felavatva a Pitesti-Colibas-i üzem, ahol a Dacia 1100 gépkocsik szériagyártása kezdődött, ahol később az 1300, 1310, Nova, SuperNova (2000), Solenza (2003) modelleket gyártják.
- 1975-ben kezdődött Câmpulung Muscel-on az ARO terepjárók gyártása és Brassóban a ZIS majd később MAN licenc alatt a teherkocsik gyártása.
- 1982-ben kezdődött el Craiova-n az Oltcit gépkocsi gyártása Citroen licenc alatt, amely 1995-ig tartott. A volt craiovai gyár később a Daewoo gépkocsikat gyártja. Ma a Ford gépkocsik gyártása folyik pl. S-Max.
- Justin Capra több egyedi gépkocsit gyártott, egy repülő sugárhajtásos járműt szabadalmaztatott még az amerikaiak előtt és több mini-motorbiciklit és -gépkocsit gyártott. Híres az általa gyártott alacsony fogyasztású gépkocsikért és éppen egy olyan járművet gyártott, amelynek súlya 30%-kal kisebb. Sokan ismerik az általa gyártott mini gépkocsit, amellyel 3 literes fogyasztással 409 kilométert tett meg Bukarestből Iasiba.

Ma Romániában 3 gépkocsi gyártó működik: a Mioveni-i DACIA-RENAULT, a Craiova-i Ford, és a Brassóban tehergépkocsikat gyártó ROMAN.